# Coupe de Russie 2014
Navigation
Édition précédente Édition suivante
La Coupe de Russie est une compétition internationale de patinage artistique qui se déroule en Russie au cours de l'automne. Elle accueille des patineurs amateurs de niveau senior dans quatre catégories: simple messieurs, simple dames, couple artistique et danse sur glace. En 2014 elle s'appelle également Coupe Rostelecom (Rostelecom Cup en anglais).
La dix-neuvième Coupe de Russie est organisée à la petite arène sportive Loujniki de Moscou du 14 au 16 novembre 2014. Elle est la quatrième compétition du Grand Prix ISU senior de la saison 2014/2015.

## Résultats

### Messieurs
| Rang | Nom                 | Pays        | Points | Programme court | Programme court | Programme libre | Programme libre |
| ---- | ------------------- | ----------- | ------ | --------------- | --------------- | --------------- | --------------- |
| 1    | Javier Fernández    | Espagne     | 265.01 | 1               | 93.92           | 1               | 171.09          |
| 2    | Sergey Voronov      | Russie      | 252.00 | 2               | 90.33           | 2               | 161.67          |
| 3    | Michal Březina      | Tchéquie    | 241.23 | 4               | 80.89           | 3               | 160.34          |
| 4    | Misha Ge            | Ouzbékistan | 238.05 | 5               | 79.69           | 5               | 158.36          |
| 5    | Jason Brown         | États-Unis  | 235.56 | 7               | 76.32           | 4               | 159.24          |
| 6    | Takahiko Kozuka     | Japon       | 216.80 | 3               | 81.38           | 7               | 135.42          |
| 7    | Max Aaron           | États-Unis  | 212.60 | 6               | 77.09           | 6               | 135.51          |
| 8    | Artur Gachinski     | Russie      | 201.26 | 8               | 74.13           | 9               | 127.13          |
| 9    | Stephen Carriere    | États-Unis  | 201.24 | 10              | 72.20           | 8               | 129.04          |
| 10   | Jeremy Ten          | Canada      | 198.50 | 9               | 73.91           | 11              | 124.59          |
| 11   | Ivan Righini        | Italie      | 195.07 | 11              | 69.74           | 10              | 125.33          |
| 12   | Moris Kvitelashvili | Russie      | 174.25 | 12              | 62.24           | 12              | 112.01          |

### Dames
| Rang    | Nom               | Pays         | Points | Programme court | Programme court | Programme libre | Programme libre |
| ------- | ----------------- | ------------ | ------ | --------------- | --------------- | --------------- | --------------- |
| 1       | Rika Hongo        | Japon        | 178.00 | 2               | 59.85           | 1               | 118.15          |
| 2       | Anna Pogorilaya   | Russie       | 173.43 | 3               | 59.32           | 2               | 114.11          |
| 3       | Alaine Chartrand  | Canada       | 172.00 | 1               | 61.18           | 3               | 110.82          |
| 4       | Mirai Nagasu      | États-Unis   | 165.88 | 4               | 58.90           | 6               | 106.98          |
| 5       | Park So-youn      | Corée du Sud | 163.24 | 7               | 53.71           | 4               | 109.53          |
| 6       | Miyabi Oba        | Japon        | 154.57 | 10              | 46.76           | 5               | 107.81          |
| 7       | Maria Stavitskaia | Russie       | 153.49 | 6               | 54.78           | 8               | 98.71           |
| 8       | Ashley Cain       | États-Unis   | 150.90 | 5               | 57.18           | 9               | 93.72           |
| 9       | Angela Wang       | États-Unis   | 150.75 | 9               | 51.25           | 7               | 99.50           |
| 10      | Maria Artemieva   | Russie       | 144.72 | 8               | 51.88           | 10              | 92.84           |
| 11      | Eliška Březinová  | Tchéquie     | 134.04 | 11              | 46.64           | 11              | 87.40           |
| Abandon | Joshi Helgesson   | Suède        |        | 12              | 44.00           |                 |                 |

### Couples
| Rang | Nom                                 | Pays       | Points | Programme court | Programme court | Programme libre | Programme libre |
| ---- | ----------------------------------- | ---------- | ------ | --------------- | --------------- | --------------- | --------------- |
| 1    | Ksenia Stolbova / Fedor Klimov      | Russie     | 211.97 | 1               | 69.09           | 1               | 142.88          |
| 2    | Evgenia Tarasova / Vladimir Morozov | Russie     | 173.78 | 2               | 67.28           | 5               | 106.50          |
| 3    | Kristina Astakhova / Alexei Rogonov | Russie     | 164.86 | 3               | 58.34           | 4               | 106.52          |
| 4    | Haven Denney / Brandon Frazier      | États-Unis | 164.85 | 4               | 54.06           | 2               | 110.79          |
| 5    | Jessica Calalang / Zack Sidhu       | États-Unis | 157.45 | 5               | 50.87           | 3               | 106.58          |
| 6    | Annabelle Prölß / Ruben Blommaert   | Allemagne  | 145.16 | 6               | 48.69           | 6               | 96.47           |
| 7    | Narumi Takahashi / Ryuichi Kihara   | Japon      | 132.60 | 7               | 47.68           | 7               | 84.92           |
| 8    | DeeDee Leng / Simon Shnapir         | États-Unis | 128.68 | 8               | 45.42           | 8               | 83.26           |

### Danse sur glace
| Rang | Nom                                    | Pays         | Points | Danse courte | Danse courte | Danse libre | Danse libre |
| ---- | -------------------------------------- | ------------ | ------ | ------------ | ------------ | ----------- | ----------- |
| 1    | Madison Chock / Evan Bates             | États-Unis   | 174.28 | 1            | 68.86        | 1           | 105.42      |
| 2    | Elena Ilinykh / Ruslan Zhiganshin      | Russie       | 160.43 | 2            | 64.12        | 3           | 96.31       |
| 3    | Penny Coomes / Nicholas Buckland       | Royaume-Uni  | 158.02 | 3            | 59.55        | 2           | 98.47       |
| 4    | Victoria Sinitsina / Nikita Katsalapov | Russie       | 147.55 | 4            | 57.96        | 4           | 89.59       |
| 5    | Aleksandra Stepanova / Ivan Bukin      | Russie       | 143.51 | 5            | 56.90        | 5           | 86.61       |
| 6    | Kaitlin Hawayek / Jean-Luc Baker       | États-Unis   | 136.33 | 7            | 52.86        | 6           | 83.47       |
| 7    | Alexandra Aldridge / Daniel Eaton      | États-Unis   | 133.38 | 6            | 54.39        | 7           | 78.99       |
| 8    | Rebeka Kim / Kirill Minov              | Corée du Sud | 118.27 | 8            | 46.14        | 8           | 72.13       |

## Source
- Résultats de la Coupe de Russie 2014 sur le site de l'ISU